# I'm Good (Blue)
«I'm Good (Blue)» es una canción del DJ francés David Guetta y la cantante Bebe Rexha. Fue lanzado como sencillo el 26 de agosto de 2022, a través de What a DJ y Warner UK . La canción fue escrita por Kamille y Bebe Rexha, quienes la compusieron junto con Phil Plested y Guetta, con la producción a cargo de Guetta y Timofey Reznikov . La canción samplea el sencillo de 1998 de Eiffel 65 «Blue (Da Ba Dee)»; como tal, los miembros de Eiffel 65, Jeffrey Jey y Maurizio Lobina, así como el coproductor de la pista original, Massimo Gabutti, reciben créditos de escritura. 
«I'm Good (Blue)» se grabó, interpretó y remezcló varios años antes de que se volviera viral en TikTok en 2022. Más tarde, Rexha volvió a grabar su voz para la pista antes de que se lanzara como sencillo. Ha encabezado las listas en 22 países como Australia, Austria, Canadá, Dinamarca, Finlandia, Alemania, los Países Bajos, Noruega, Suecia, Suiza y el Reino Unido. También alcanzó los diez primeros en otros dieciséis mercados musicales, incluidos Francia y Estados Unidos. La canción fue nominada a Mejor Grabación Dance/Electrónica en la 65.ª Entrega Anual de los Premios Grammy .

## Antecedentes y lanzamiento
Guetta y Rexha colaboraron anteriormente en los sencillos "Hey Mama" (2015), "Say My Name" (2018) y "Family" (2021), y en los temas "Yesterday" (2015) y "Last Hurray (Remix)". (2019), la mayoría de los cuales lograron éxito comercial.
Guetta tocó por primera vez "I'm Good (Blue)" durante su actuación en el Ultra Music Festival 2017. Sin embargo, no sería hasta agosto de 2022 que un fragmento de la canción se volvería viral. Cuando se lanzó, ya había acumulado 130 000 creaciones y 500 millones de visitas totales en TikTok.
En una entrevista con Rolling Stone, Rexha dijo que "armaron el 'remix nostálgico tan naturalmente'". 

## Composición
La canción fue descrita como un "éxito de club emocional" que combina la "voz sentimental" de Rexha con "acordes de piano eufóricos" y "energía emocionante de la pista de baile". La canción interpola en gran medida el éxito de 1998 de Eiffel 65, "Blue (Da Ba Dee)".

## Desempeño comercial
La canción debutó en la posición 81 en el Billboard Hot 100 en la edición del 10 de septiembre de 2022. Más tarde alcanzó su punto máximo en el número cuatro, convirtiéndose en el séptimo éxito entre los 10 primeros de David Guetta y el cuarto entre los 10 primeros de Bebe Rexha. Es la primera entrada de Guetta entre los diez primeros en el Hot 100 en siete años (desde "Hey Mama"), y marca su pico más alto en la lista. 

## Video musical
El video musical de la canción fue filmado en Ibiza a principios de septiembre de 2022 y dirigido por KC Locke, y se estrenó el 20 de septiembre. En algunas escenas, se puede ver a Rexha vistiendo un catsuit de látex azul.

## En los medios populares
La canción se utilizó para promocionar "Raw Is XXX ", la edición del 23 de enero de 2023 de WWE Monday Night Raw que celebra el 30 aniversario del programa. Más tarde, WWE lanzó el paquete promocional completo con la canción en su canal de YouTube.

## Premios y nominaciones
| Año  | Premio                   | Categoría                         | Resultado | Ref.   |
| ---- | ------------------------ | --------------------------------- | --------- | ------ |
| 2022 | MTV Europe Music Awards  | Mejor colaboración                | Ganadores | [ 6 ]  |
| 2022 | NRJ Music Awards         | Canción internacional del año     | Nominada  | [ 7 ]  |
| 2022 | NRJ Music Awards         | Recuperación / Adaptación         | Nominada  | [ 8 ]  |
| 2023 | Premios Grammy           | Mejor grabación dance/electronica | Nominada  | [ 9 ]  |
| 2023 | Premios Brit             | Mejor canción internacional       | Nominada  | [ 10 ] |
| 2023 | iHeartRadio Music Awards | Canción Dance del año             | Pendiente | [ 11 ] |
| 2023 | iHeartRadio Music Awards | Sampleo favorito                  | Pendiente |        |

## Listado de canciones
| The Complete Collection EP |                                                |          |  |
| N.º                        | Título                                         | Duración |  |
| 1.                         | «I'm Good (Blue)»                              |          |  |
| 3.                         | «I'm Good (Blue)»                              |          |  |
| 10.                        | «I'm Good (Blue)»                              |          |  |
| 14.                        | «I'm Good (Blue)»                              |          |  |
| 16.                        | «I'm Good (Blue)» (Gabry Ponte Remix Extended) |          |  |
| 17.                        | «I'm Good (Blue)»                              |          |  |
| 18.                        | «I'm Good (Blue)»                              |          |  |
| 19.                        | «I'm Good (Blue)»                              |          |  |

## Posición en Listas
| Chart (2022–2023)                           | Peak position |
| ------------------------------------------- | ------------- |
| Argentina (Argentina Hot 100)               | 53            |
| Argentina (Monitor Latino)                  | 1             |
| Austria (Ö3 Austria Top 40)                 | 1             |
| Bélgica (Flandes) (Ultratop 50)             | 1             |
| Bélgica (Valonia) (Ultratop 50)             | 1             |
| Bulgaria (PROPHON)                          | 3             |
| Canadá (Canadian Hot 100)                   | 1             |
| Canadá (Billboard Canada Chart Top 40)      | 1             |
| Canadá (Billboard Canada Hot AC)            | 1             |
| Canadá (Billboard Canada AC)                | 2             |
| CIS (TopHit)                                | 3             |
| Costa Rica (Monitor Latino)                 | 20            |
| Croatia (HRT)                               | 2             |
| República Checa (Rádio Top 100)             | 7             |
| República Checa (Czech Digital)             | 1             |
| Dinamarca (Tracklisten)                     | 1             |
| El Salvador (Monitor Latino)                | 17            |
| Finlandia (OFC)                             | 1             |
| Francia (SNEP)                              | 4             |
| Alemania (Offizielle Deutsche Charts)       | 1             |
| Global 200 (Billboard)                      | 2             |
| Greece International (IFPI)                 | 1             |
| Honduras (Monitor Latino)                   | 14            |
| Hungría (Dance Top 40)                      | 1             |
| Hungría (Rádiós Top 40)                     | 1             |
| Hungría (Single Top 40)                     | 1             |
| Hungría (Stream Top 40)                     | 3             |
| Iceland (Plötutíðindi)                      | 1             |
| Irlanda (IRMA)                              | 2             |
| Italy (FIMI)                                | 7             |
| Japan Hot Overseas (Billboard Japan)        | 17            |
| Letonia (EHR)                               | 1             |
| Lebanon (Lebanese Top 20)                   | 2             |
| Lithuania (AGATA)                           | 2             |
| Luxembourg (Billboard)                      | 1             |
| Malaysia International (RIM)                | 19            |
| Países Bajos (Dutch Top 40)                 | 1             |
| Países Bajos (Mega Single Top 100)          | 1             |
| New Zealand (Recorded Music NZ)             | 4             |
| Nigeria (TurnTable Top 100)                 | 39            |
| Noruega (VG-lista)                          | 1             |
| Panamá (Monitor Latino)                     | 11            |
| Polonia (Polish Airplay Top 100)            | 1             |
| Poland Streaming (OLiS)                     | 3             |
| Portugal (AFP)                              | 9             |
| Puerto Rico (Monitor Latino)                | 12            |
| Romania (Billboard)                         | 14            |
| Rumania (Romania Radio Airplay)             | 1             |
| Rumania (Romania TV Airplay)                | 1             |
| Rusia (Russia Charts)                       | 15            |
| Singapur (RIAS)                             | 6             |
| Eslovaquia (Rádio Top 100)                  | 1             |
| Slovakia (Singles Digitál Top 100)          | 1             |
| South Africa (RISA)                         | 9             |
| Spain (PROMUSICAE)                          | 18            |
| Sweden (Sverigetopplistan)                  | 1             |
| Suiza (Schweizer Hitparade)                 | 1             |
| Reino Unido (UK Singles Chart)              | 1             |
| Reino Unido (UK Dance Chart)                | 1             |
| Ucrania (Ukraine Charts)                    | 9             |
| Estados Unidos (Billboard Hot 100)          | 4             |
| Estados Unidos (Adult Contemporary)         | 7             |
| Estados Unidos (Adult Top 40)               | 1             |
| Estados Unidos (Hot Dance/Electronic Songs) | 1             |
| Estados Unidos (Mainstream Top 40)          | 1             |
| Estados Unidos (Rhythmic)                   | 21            |

| Chart (2022)             | Peak position |
| ------------------------ | ------------- |
| Russia Airplay (TopHit)  | 19            |
| Ukraine Airplay (TopHit) | 19            |

| Chart (2022)                              | Position |
| ----------------------------------------- | -------- |
| Australia (ARIA)                          | 25       |
| Austria (Ö3 Austria Top 40)               | 31       |
| Belgium (Ultratop 50 Flanders)            | 32       |
| Belgium (Ultratop 50 Wallonia)            | 39       |
| Canadá (Canadian Hot 100)                 | 41       |
| Denmark (Tracklisten)                     | 24       |
| Alemania (Official German Charts)         | 30       |
| Global 200 (Billboard)                    | 93       |
| Hungría (Single Top 40)                   | 8        |
| Hungary (Stream Top 40)                   | 24       |
| Italy (FIMI)                              | 73       |
| Netherlands (Dutch Top 40)                | 11       |
| Países Bajos (Single Top 100)             | 20       |
| Russia Airplay (TopHit)                   | 169      |
| Sweden (Sverigetopplistan)                | 20       |
| Switzerland (Schweizer Hitparade)         | 16       |
| UK Singles (OCC)                          | 25       |
| US Digital Song Sales (Billboard)         | 25       |
| US Hot Dance/Electronic Songs (Billboard) | 7        |